# Krasnoje (Kaliningrad, Prawdinsk)
Krasnoje (russisch Красное, deutsch (Groß) Astrawischken, 1938–1945 Astrau) ist ein Ort in der russischen Oblast Kaliningrad. Er liegt im Nordosten des Rajon Prawdinsk und gehört zur Mosyrskoje selskoje posselenije (Landgemeinde Mosyr).

## Geographische Lage
Krasnoje am rechten Ufer der Ilme (russisch: Borodinka), 34 Kilometer nordöstlich der Rajonshauptstadt Prawdinsk an einer Nebenstraße, die Perewalowo an der russischen Fernstraße R 508 mit Sadowoje an der Fernstraße A 197 verbindet. In Krasnoje mündet eine aus Süden von Mosyr kommende Nebenstraße ein.
Bis 2001 bestand Bahnanschluss über die Station Frunsenskoje an der Bahnstrecke Toruń–Tschernjachowsk, deren auf russischem Gebiet liegender Teil nicht mehr in Betrieb ist.

## Geschichte
Groß Astrawischken war 1874 eine der Landgemeinden bzw. Gutsbezirke, die den neuerrichteten Amtsbezirk Astrawischken (1938–1945 Astrau) bildeten. Er gehörte bis zum Jahre 1945 zum Landkreis Gerdauen im Regierungsbezirk Königsberg der preußischen Provinz Ostpreußen.
Im Jahre 1910 lebten in Groß Astrawischken 338 Einwohner.
Am 30. September 1928 wurden die Landgemeinde Groß Astrawischken und der Gutsbezirk Neu Astrawischken zur neuen Landgemeinde Astrawischken zusammengeschlossen, was die Einwohnerzahl bis 1933 auf 425 ansteigen ließ.
Am 3. Juni 1938 – amtlich bestätigt am 16. Juli 1938 – erhielt Astrawischken die Umbenennung in „Astrau“. Mit den drei Ortsteilen Groß Astrawischken (1938–1945 Groß Astrau), Klein Astrawischken (1938–1945 Ilmengrund) und Neu Astrawischken (1938–1945 Neu Astrau) zählte die Gemeinde 1939 noch 393 Einwohner.
Im Jahre 1945 kam der Ort zur Sowjetunion und erhielt 1947 die neue Ortsbezeichnung Krasnoje. Bis zum Jahre 2009 war der Ort in der – seit 1991/92 russischen Oblast Kaliningrad – in den Frusenski sowjet (Dorfsowjet Frunsenskoje) eingegliedert und ist seither aufgrund einer Struktur- und Verwaltungsreform eine als „Siedlung“ eingestufte Ortschaft innerhalb der Mosyrskoje selskoje posselenije (Landgemeinde Mosyr).

### Amtsbezirk Astrawischken/Astrau
Am 9. April 1874 wurde der Amtsbezirk Astrawischken im Landkreis Gerdauen im Regierungsbezirk Königsberg in der preußischen Provinz Ostpreußen errichtet. Dazu gehörten anfangs drei Landgemeinden und zwei Gutsbezirke:
| Name (bis 1947/1950)                     | Russischer Name | Bemerkungen                                                                 |
| ---------------------------------------- | --------------- | --------------------------------------------------------------------------- |
| Landgemeinden:                           |                 |                                                                             |
| Groß Astrawischken, ab 1938: Groß Astrau | Krasnoje        | 1928 in die Landgemeinde Astrawischken (1938–1945 Astrau) eingegliedert     |
| Klein Potauern                           | Solowjowo       | 1928 in die Landgemeinde Bokellen eingegliedert                             |
| Peterehlen                               | Wjasemskoje     | 1894 in die Landgemeinde Trenkensruh (russisch: Kowalewskoje) eingegliedert |
| Gutsbezirke:                             |                 |                                                                             |
| Bokellen                                 | Frunsenskoje    | 1928 in eine Landgemeinde umgewandelt                                       |
| Neu Astrawischken ab 1938: Neu Astrau    | --              | 1928 in die Landgemeinde Astrawischken (1938–1945 Astrau) eingegliedert     |

Als der Amtsbezirk Astrawischken am 8. November 1938 in „Amtsbezirk Astrau“ umbenannt wurde, gehörten nur noch die beiden Landgemeinden Astrawischken und Bokellen dazu.

## Kirche
Bis 1945 war die mehrheitlich evangelische Bevölkerung von (Groß) Astrawischken/Astrau in das Kirchspiel Muldszen/Muldschen (1938–1946 Mulden) eingepfarrt. Es lag im Kirchenkreis Gerdauen innerhalb der Kirchenprovinz Ostpreußen der Kirche der Altpreußischen Union. Letzter deutscher Geistlicher war Pfarrer Theodor Eicke.
Während der Zeit der Sowjetunion war kirchliches Leben nicht erwünscht. In den 1990er Jahren bildeten sich in der russischen Oblast Kaliningrad zahlreiche neue evangelische Gemeinden, darunter auch die in der Stadt Tschernjachowsk, in deren Einzugsbereich Krasnoje heute liegt. Sie gehört zur neuerrichteten Propstei Kaliningrad innerhalb der Evangelisch-Lutherischen Kirche Europäisches Russland (ELKER).